# Halicyclops hurlberti
Halicyclops hurlberti är en kräftdjursart som beskrevs av Rocha 1991. Halicyclops hurlberti ingår i släktet Halicyclops och familjen Cyclopidae. Inga underarter finns listade i Catalogue of Life.